# La voz Senior (programa de televisión peruano)
La voz Senior es un concurso de canto peruano, basado en el formato de The Voice Senior, originado en los Países Bajos y versión de La Voz Perú, parte de la franquicia internacional The Voice. Se estrenó el 27 de agosto de 2021 y finalizó el 18 de octubre del mismo año por Latina Televisión. Ha habido 2 ganadores del show: Mito Plaza y Javier Carranza. En 2022 se emitió temporalmente como parte del bloque televisivo Grandes shows de Latina, por la misma cadena.[cita requerida]

## Mecánica
Consiste en elegir entre un grupo de concursantes —con 60 años o superior— a aquellos que destaquen por sus cualidades vocales sin que su imagen influya en la decisión del jurado, integrado por conocidos artistas que posteriormente dirigen su formación académica y así gane el más destacado.

## Elenco

### Presentador
Así como en La voz Perú y La voz Kids, el presentador es Cristian Rivero.

### Entrenadores
El 3 de julio de 2021, fue dada a conocer la lista oficial de los cuatro entrenadores. El percusionista y productor Tony Succar y el dúo argentino Pimpinela se integrarían como nuevos entrenadores, las cantantes peruanas Daniela Darcourt y Eva Ayllón seguirían con su puesto desde La voz Perú.
El 7 de junio de 2022, se anuncia una segunda temporada. Darcourt y Ayllón continuarían con el rol, mientras que el cantautor y humorista, Raúl Romero, y el exmiembro de Menudo, René Farrait, se sumarían como nuevos entrenadores.
Referencia de color
     – Temporadas como Entrenador
 – Entrenador ganador de la Temporada
| Eva Ayllón       |                | Medalla de oro |  |  |
| Daniela Darcourt |                |                |  |  |
| Tony Succar      |                |                |  |  |
| Pimpinela        | Medalla de oro |                |  |  |
| Raúl Romero      |                |                |  |  |
| René Farrait     |                |                |  |  |

## Temporadas

### Primera temporada (2021)
La primera temporada de La voz Senior se estrenó el 27 de agosto de 2021, después de la cuarta temporada de La voz Perú. El elenco incluye a Tony Succar, Pimpinela, Daniela Darcourt y Eva Ayllón como entrenadores y a Cristian Rivero como presentador.
Referencia de color
     – Ganador
     – Finalistas
El ganador de la temporada se encuentra en negrita, mientras que los finalistas, en cursiva.
| Temporada |                                                                  |                                                                            |                                                                |                                                    |
| Temporada | Equipo Tony                                                      | Equipo Eva                                                                 | Equipo Pimpinela                                               | Equipo Daniela                                     |
| --------- | ---------------------------------------------------------------- | -------------------------------------------------------------------------- | -------------------------------------------------------------- | -------------------------------------------------- |
| 1         | Lourdes Carhuas Abel Alcántara Raiser Vásquez Los Bardos del Son | Luis Ángel Reddel Julio César Mancilla Maby Curich Fernando Campos “Pacho” | Mito Plaza · Ángela Caballero · Carlos Alonso · José Luis Meza | Oscar Centeno Caridad Plaza Dodo Solar Pepo Orozco |

### Segunda temporada (2022)
La segunda temporada de La voz Senior se estrenó el 22 de agosto de 2022, después de la quinta temporada de La voz Perú. El elenco incluye a René Farrait, Daniela Darcourt, Raúl Romero y Eva Ayllón, como entrenadores y a Cristian Rivero como presentador.
Referencia de color
     – Ganador
     – Segundo lugar
     – Tercer lugar
     – Cuarto lugar
El ganador de la temporada se encuentra en negrita, mientras que los finalistas, en cursiva.
| Temporada |                                               |                                                                       |                                                              |                                                                         |
| Temporada | Equipo Raúl                                   | Equipo Eva                                                            | Equipo René                                                  | Equipo Daniela                                                          |
| --------- | --------------------------------------------- | --------------------------------------------------------------------- | ------------------------------------------------------------ | ----------------------------------------------------------------------- |
| 2         | Sonia Bertha Raúl Abril Meleke Jeanette Romer | Javier Carranza · Los Hermanos Vera · Haydee Ledesma · Abraham Páucar | Ana María Rossi · Luis Reynaga · Tito Bravo · Silvia Cornejo | Otoniel Darío · Renán Eduardo · Yolanda Carbajal · Marco Antonio Roldán |

## Resumen
| - Equipo Tony - Equipo Eva | - Equipo Pimpinela - Equipo Daniela | - Equipo Raúl - Equipo René |

| Temporada | Inicio               | Final                 | Ganador         | Segundo Lugar   | Tercer Lugar      | Cuarto Lugar  | Entrenador Ganador | Presentador     | Backstage      | Coaches (Orden de las Sillas) | Coaches (Orden de las Sillas) | Coaches (Orden de las Sillas) | Coaches (Orden de las Sillas) | Cadena |
| Temporada | Inicio               | Final                 | Ganador         | Segundo Lugar   | Tercer Lugar      | Cuarto Lugar  | Entrenador Ganador | Presentador     | Backstage      | 1                             | 2                             | 3                             | 4                             | Cadena |
| --------- | -------------------- | --------------------- | --------------- | --------------- | ----------------- | ------------- | ------------------ | --------------- | -------------- | ----------------------------- | ----------------------------- | ----------------------------- | ----------------------------- | ------ |
| 1         | 27 de agosto de 2021 | 18 de octubre de 2021 | Mito Plaza      | Lourdes Carhuas | Luis Ángel Reddel | Oscar Centeno | Pimpinela          | Cristian Rivero | Karen Schwarz  | Tony Succar                   | Eva Ayllón                    | Pimpinela                     | Daniela Darcourt              |        |
| 2         | 22 de agosto de 2022 | 19 de octubre de 2022 | Javier Carranza | Otoniel Darío   | Ana María Rossi   | Sonia Bertha  | Eva Ayllón         | Cristian Rivero | Gianella Neyra | Raúl Romero                   | Eva Ayllón                    | René Farrait                  | Daniela Darcourt              |        |

## Premios y nominaciones
| Año  | Premio                       | Categoría                                       | Nominación a    | Resultado | Ref.   |
| ---- | ---------------------------- | ----------------------------------------------- | --------------- | --------- | ------ |
| 2021 | Premios PRODU                | Mejor contenido de realidad extranjero adaptado | La voz Senior   | Nominado  | [ 20 ] |
| 2021 | Premios Luces de El Comercio | Mejor producción local de TV                    | La voz Senior   | Ganador   | [ 21 ] |
| 2021 | Premios Luces de El Comercio | Mejor presentador                               | Cristian Rivero | Ganador   | [ 21 ] |